# Bobrov (město)
Bobrov (rusky Бобро́в) je město ve Voroněžské oblasti v Ruské federaci. Při sčítání lidu v roce 2010 mělo bezmála dvacet tisíc obyvatel.

## Poloha a doprava
Bobrov leží v Ocko-donské nížině na pravém břehu Biťugu, levého přítoku Donu. Od Voroněže, správního střediska oblasti, je vzdálen přibližně 150 kilometrů jihovýchodně.
Přes město prochází od roku 1895 železniční trať z Charkova přes Balašov do Penzy.

## Dějiny
Obec je poprvé zmiňována v roce 1685 jako obchodní místo s bobří kůží, z čehož jsou také odvozeny jeho pozdější názvy. V roce 1698 zde vznikla takzvaná Bobrovská sloboda. Ta se stala v roce 1779 městem s jménem Bobrov.

### Rodáci
- Jevgenij Jevgeňjevič Alexejevskij (1906–1979), sovětský politik a funkcionář komunistické strany Sovětského svazu